# Oncidium niesseniae
Oncidium niesseniae är en orkidéart som beskrevs av Willibald Königer. Oncidium niesseniae ingår i släktet Oncidium och familjen orkidéer. Inga underarter finns listade i Catalogue of Life.